# Italie au Concours Eurovision de la chanson 1966
L'Italie a participé au Concours Eurovision de la chanson 1966 le 5 mars à Luxembourg. C'est la 11e participation italienne au Concours Eurovision de la chanson.
Le pays est représenté par Domenico Modugno et la chanson Dio, come ti amo, sélectionnés par la Radio-télévision italienne au moyen du Festival de Sanremo.

## Sélection

### Festival de Sanremo 1966
Le radiodiffuseur italien, la Radiotelevisione Italiana (RAI, « Radio-télévision italienne »), sélectionne l'artiste et la chanson représentant l'Italie au Concours Eurovision de la chanson 1966 à travers la 16e édition du Festival de Sanremo,,. C'est la dernière fois, avant 1972, que l'Italie utilise le Festival de San Remo pour sélectionner la chanson italienne pour l'Eurovision.
Le festival de Sanremo 1966, présenté par Mike Bongiorno, Paola Penni (it) et Carla Maria Puccini (it),, a lieu du 28 au 29 janvier, pour les demi-finales, et le 30 janvier 1966, pour la finale, au Casino de Sanremo. Les chansons sont toutes interprétées en italien, langue nationale de l'Italie.
Parmi les participants au festival de Sanremo de 1966, certains ont déjà concouru ou concourront à une édition de l'Eurovision pour représenter l'Italie ou un autre pays : Domenico Modugno en 1958 et 1959 ; Gigliola Cinquetti, lauréate de 1964 ; Iva Zanicchi en 1969 ; Nicola Di Bari en 1972 ; Françoise Hardy en 1963 (Monaco).

#### Demi-finales

##### Non-finalistes
Les chansons sont classées par le titre, l'ordre des passages n'étant pas connu.
| 1er interprète      | 2e interprète                                      | Chanson                         | Traduction                         |
| ------------------- | -------------------------------------------------- | ------------------------------- | ---------------------------------- |
| Luciana Turina      | Gino                                               | Dipendesse da me                | Cela dépendait de moi              |
| Adriano Celentano   | Trio del Clan (it)                                 | Il ragazzo della via Gluck      | Le garçon de la rue Gluck          |
| Franco Tozzi (it)   | Bobby Vinton                                       | Io non posso crederti           | Je ne peux pas te croire           |
| Anna Marchetti (it) | Plinio Maggi (it)                                  | Io ti amo                       | Moi je t'aime                      |
| Gino Paoli          | Ricardo                                            | La carta vincente               | La carte gagnante                  |
| Nicola Di Bari      | Gene Pitney                                        | Lei mi aspetta                  | Elle m'attend                      |
| Lucio Dalla         | The Yardbirds                                      | Pafff... bum!                   | –                                  |
| Giuseppe Di Stefano | P. J. Proby                                        | Per questo voglio te            | Je te veux pour cela               |
| Luciano Tomei (it)  | Luis Alberto del Paraná (es) e Los Paraguayos (en) | Quando vado sulla riva          | Quand je vais sur la rive          |
| Bobby Solo          | The Yardbirds                                      | Questa volta                    | Cette fois                         |
| John Foster (it)    | Paola Bertoni (it)                                 | Se questo ballo non finisse mai | Si cette danse ne finissait jamais |
| Equipe 84           | The Renegades                                      | Un giorno tu mi cercherai       | Un jour tu me chercheras           |

#### Finale
Quatorze chansons participent à la finale de cette édition du festival de Sanremo le 29 janvier 1966. Les chansons sont classées par résultats, l'ordre des passages n'étant pas connu.
| 1er interprète         | 2e interprète             | Chanson                  | Traduction                     | Points    | Place |
| ---------------------- | ------------------------- | ------------------------ | ------------------------------ | --------- | ----- |
| Domenico Modugno       | Gigliola Cinquetti        | Dio, come ti amo         | Dieu, comme je t'aime          | 2 500 625 | 1     |
| Caterina Caselli       | Gene Pitney               | Nessuno mi può giudicare | Personne ne peut me juger      | 1 349 888 | 2     |
| Wilma Goich            | Les Surfs                 | In un fiore              | Dans une fleur                 | 90 879    | 3     |
| Gigliola Cinquetti     | Connie Francis            | Ho bisogno di vederti    | J'ai besoin de te voir         | 80 298    | 4     |
| Anna Identici          | The New Christy Minstrels | Una rosa da Vienna       | Une rose de Vienne             | 60 100    | 5     |
| Orietta Berti          | Ornella Vanoni            | Io ti darò di più        | Je te donnerai plus encore     | 55 879    | 6     |
| Giorgio Gaber          | Pat Boone                 | Mai mai mai Valentina    | Jamais jamais jamais Valentina | 40 000    | 7     |
| Sergio Endrigo         | Chad & Jeremy             | Adesso sì                | Maintenant oui                 | 38 200    | 8     |
| Milva                  | Richard Anthony           | Nessuno di voi           | Personne d'autre que vous      | 37 649    | 9     |
| Peppino Gagliardi (it) | Pat Boone                 | Se tu non fossi qui      | Si tu n'étais pas là           | 30 989    | 10    |
| Remo Germani           | Les Surfs                 | Così come viene          | Aussi que cela vienne          | 25 789    | 11    |
| Iva Zanicchi           | Vic Dana (it)             | La notte dell'addio      | La nuit des adieux             | 22 455    | 12    |
| I Ribelli              | The New Christy Minstrels | A la buena de Dios       | A la grâce de Dieu             | 22 322    | 13    |
| Edoardo Vianello       | Françoise Hardy           | Parlami di te            | Parle-moi de toi               | 18 295    | 14    |

Lors de cette sélection, c'est la chanson Dio, come ti amo, écrite, composée et interprétée par Domenico Modugno (co-interprétée par Gigliola Cinquetti à Sanremo), qui fut choisie. À l'Eurovision, l'interprète est accompagné d'Angelo Giacomazzi comme chef d'orchestre.

## À l'Eurovision
Chaque jury national attribue un, trois ou cinq points à ses trois chansons préférées.

### Points attribués par l'Italie
| 5 points | Norvège   |
| 3 points | Autriche  |
| 1 point  | Allemagne |

Domenico Modugno interprète Dio, come ti amo en 14e position, suivant Monaco et précédant la France.
Au terme du vote final, l'Italie termine 17e et dernière — à égalité avec Monaco — sur 18 pays, n'ayant obtenu aucun point,.